# 구몬 히로아키
구몬 히로아키(일본어: 公文 裕明, 1966년 10월 20일 ~ )는 일본의 전 축구 선수이다.

## 구단 경력
1989년 일본 사커 리그의 후루카와 전공에 입단했다. 1992년 재팬 풋볼 리그의 후지타 공업(벨마레 히라쓰카)로 이적했다. 1993년 재팬 풋볼 리그 우승으로 J1리그로 승격했다. 1994년에 천황배 우승을 차지했다. 1998년까지 140경기에 출전하여, 2득점을 넣었다. 1999년 일본 풋볼 리그의 요코하마 FC로 이적했다. 2000년 일본 풋볼 리그 우승으로 J2리그로 승격했다. 2002년후 현역 은퇴.